# Deutsch-Französische Gesellschaft der DDR
Die Deutsch-Französische Gesellschaft der DDR (Deufra) wurde am 17. Februar 1962 als ostdeutsche Partnerorganisation der Échanges franco-allemands (EFA) auf Beschluss der SED gegründet. Ihre Aufgabe war es, die Beziehungen der DDR nach Frankreich zu gestalten.

## Geschichte
Die Gründung der Deufra war eine Reaktion auf die verstärkte Kooperation zwischen Frankreich und der Bundesrepublik Deutschland (BRD) im Zuge der 1960er Jahre und zugleich auch Teil des außenpolitischen Paradigmenwechsels innerhalb der SED. Wollte man in den 1950er Jahren noch die Westintegration der BRD mittels seiner Frankreichpolitik verhindern, so war nun eine diplomatische Anerkennung der DDR durch Frankreich das Ziel. Eines der wichtigsten Ziele der Deufra war es deshalb auch, die Wirksamkeit des Elysée-Vertrags von 1963 einzuschränken.
Durch die Ersetzung des ersten Deufra-Präsidenten Georg Mayer, Rektor der Universität von Leipzig, durch Franz Dahlem, Frankreichemigrant, im Sommer 1964 versuchte die SED „eine stärkere Politisierung der Gesellschaft und breitere Kontakte zum Kreis der französischen Widerstandskämpfer“ herzustellen. Fortan koordinierte die Gesellschaft die Kontakte zu ehemaligen Mitgliedern der Résistance mit dem Komitee der antifaschistischen Widerstandskämpfer der DDR.
Weitere Tätigkeiten umfassten die Erstellung von Propagandamaterial sowie die Organisation von DDR-Veranstaltungen in Frankreich.
Die Deufra konnte jedoch nie an den Erfolg der Deutsch-Französischen Gesellschaften der BRD anknüpfen und verschwand deshalb zusammen mit der DDR. Dies mag auch an dem Mangel an Öffentlichkeit gelegen haben, denn die SED besetzte das Präsidium nach einem bestimmten vorgegebenen Schlüssel und behielt somit auch die Kontrolle der Institution. Ein Forum für einen freien binationalen Dialog konnte die Gesellschaft also nie werden.